# Гнильче (Тернопольская область)
Гнильче (укр. Гнильче) — село в Подгаецкой городской общине Тернопольского района Тернопольской области Украины.
До 2020 года входило в Подгаецкий район.
Население по переписи 2001 года составляло 593 человека. Занимает площадь 27,231 км². Почтовый индекс — 48034. Телефонный код — 3542.